# Ранфорс
Ранфорс (на английски: ranforce) е вид плат, съставен от 100% памук. Разликата между ранфорс и стандартните видове хасета е в структурата на нишката. Нишката е усукана (рингова) прежда с конструкция – гъстини 57 нишки см2 / прежда тех 20 /125 гр/м2. Това позволява тъканта да е по-мека и с по-малка свиваемост в сравнение със стандартното памучно хасе, но все пак не толкова колкото памучния сатен или перкал.
Памучният ранфорс се използва предимно за изработката на спално бельо, чаршафи, олекотени завивки и калъфки за възглавници.